# Belfort
För andra betydelser, se Belfort (olika betydelser).
Belfort är en kommun och stad i departementet Territoire de Belfort i regionen Bourgogne-Franche-Comté i östra Frankrike. Kommunen är chef-lieu över 5 kantoner som tillhör arrondissementet Belfort och är dessutom departementshuvudstad i Territoire de Belfort. År 2022 hade Belfort 45 646 invånare.
Kommunen skapades av de rester av departementet Haut-Rhin som inte överlämnades till Tyskland efter Tysk-franska kriget.
Staden har sitt ursprung i de befästningar som sedan länge funnits här i den så kallade "burgundiska porten" ett bergspass mellan Vogeserna och Jurabergen. Stadsbefästningarna uppfördes 1686 efter planer av Sébastien Le Prestre de Vauban. Den gamla staden är belägen på den västra sidan av Savoureuse medan den nyare staden uppfördes i början av 1900-talet på den östra stranden.
Belfort spelade en central roll under fransk-tyska kriget. 3 november 1870 inringades staden och den av Pierre Philippe Denfert-Rochereau försvarade fästningen med 17.000 man av en starkare tysk kår under befäl av Udo von Tresckow. Den formella belägringen som inleddes 2 december stördes senare genom närmandet av den franska ostarmén under Charles Denis Bourbaki. I tredagarsslaget vid Belfort 15-17 januari 1871, även kallat slaget vid Montbéliard eller slaget vid Lisaine, blev dock Bourbakis numerärt överlägsna men otränade armé kraftigt tillbaka slagen av kåren Werder och måste retirera. 8 januari intog tyskarna forten Basses-Perches och Hautes-Perches, och även sedan Frankrike 27 januari 1871 ingått vapenstillestånd undantogs Belfort från denna. Då en förlängning av stilleståndet 18 februari 1871 ställde krav på uppgivandet av Belforts fästning tilläts besättningen avtåga med behållande av sina vapen.
Till minne av slaget restes Frédéric Auguste Bartholdis kolossalskulptur "Belfortlejonet" (22 meter bred, 11 meter hög) i den östra delen av staden.
Efter första världskriget då Belforts omland utökades kom staden att växa snabbt.

## Befolkningsutveckling
Antalet invånare i kommunen Belfort
| Referens: INSEE |